# 樹氷 (テレビドラマ)
樹氷（じゅひょう）は、日本のテレビドラマ。1974年10月18日から1975年1月24日まで、TBS系列で金曜日午後10時から1時間枠で放送されていた。全15回。

## 概要
五木寛之の同名の著書を原作としたドラマ。
リゾート地の開発を計画している会社のエリート社員（田宮二郎）とその秘書（浅丘ルリ子）の恋愛を中心に描かれるドラマ。
スキーヤー役として出演した長塚京三は、本ドラマがテレビ初出演作品となった。

## キャスト
- 田宮二郎
- 浅丘ルリ子
- 長塚京三
- 細川俊之
- 中山麻理
- 山本亘
- 内田朝雄
- 勝部演之

## スタッフ
- 原作：五木寛之
- 脚本：八木柊一郎
- 演出：高橋一郎
- プロデューサー：
- 音楽：渡辺貞夫
- 制作：TBS